# Gato oriental

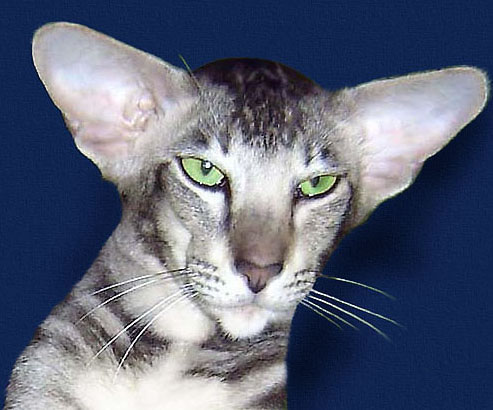
Gato oriental de pelo corto.

El gato oriental es una raza de gato originaria de Tailandia. Por su perfil afilado el gato oriental ha sido apodado el galgo de los gatos. Es un gato de líneas puras, armoniosas y sutiles, tiene la cara larga, y las orejas más abiertas que un gato europeo. Tiene un porte elegante, un temperamento vivaz y una gran inteligencia.
El gato oriental de pelo largo es el resultado del producto accidental de cruces entre el gato balinés y el gato oriental de pelo corto.
La personalidad del gato oriental es tan distintiva como su imagen exterior, es orgulloso y soberbio, inquisitivo y curioso, animado e imprevisible, temperamental y turbulento.
Extremadamente sensible, se siente herido al no prestarle atención, pero devolverá con creces y devoción el afecto de su amo. Fiel hasta la tiranía, necesita una atención casi total.
Siempre reaccionará ante cualquier estímulo, mostrándose absolutamente inquisitivo cuando su amo regresa a casa. No tolera bien la soledad.
Muy sociable y siempre dispuesto a jugar, su curiosidad está en constante alerta, necesita actividad y no soporta el aburrimiento. Es capaz de las más sutiles astucias para acaparar la atención.
Más allá de su aspecto singular, si hay algo que destaca al oriental, es su temperamento.

## Historia
Originario de Tailandia el gato oriental, también conocido como Foreign o "extranjero", ha sido considerado, durante mucho tiempo, como un siamés no adecuado al estándar. En efecto, ambas razas tienen un evidente parentesco pero fueron oficialmente diferenciadas mucho tiempo después.
Según algunos autores, el gato oriental es el tipo original y el siamés es una variedad coloreada del gato oriental.
Se sabe fehacientemente que más del 50 % de los gatos de Bangkok son orientales (gatos de ojos verdes y color en todo el cuerpo), contra solo un 20 % de siameses (gatos de ojos azules y color solo en algunos puntos; el rostro, la cola y las patas).
Las vicisitudes de su descubrimiento y los caprichos de la moda hicieron que el gato oriental no fuera tenido en cuenta durante mucho tiempo, si bien ambas razas llegaron a Gran Bretaña a finales del siglo XIX. Entre 1920 y 1930 existía una clara preferencia por el gato siamés, y justo después de 1950 algunos criadores británicos comenzaron a interesarse por el gato oriental.
Alrededor de 1968 los criadores americanos se sumaron a esta "tendencia" comenzando un programa de cría selectiva, optando por un tipo morfológico extremo más refinado, y a mediados de los setenta la raza fue reconocida por las distintas entidades felinas.

## Características físicas
Es un gato de tamaño mediano, esbelto, elegante, de líneas refinadas, de cuerpo fibroso y musculoso. Los hombros no deben ser más anchos que las caderas.
La cabeza es de tamaño mediano, proporcionada con el cuerpo. Equilibrada, tiene forma de cuña con líneas rectas. La cuña comienza en la nariz y gradualmente aumenta en ancho hacia las orejas por medio de líneas rectas. No debe haber depresión a la altura de los bigotes. El cráneo, visto de perfil, es ligeramente convexo. Nariz larga y recta, continuando la línea desde la frente sin ninguna interrupción. Hocico angosto. Mentón y mandíbula de tamaño medianos, la punta del mentón debe formar una línea vertical con la punta de la nariz.
El cuello es largo y esbelto.
Las orejas son grandes y en punta, anchas en la base. En cuanto a la ubicación, continúan las líneas de la cuña. Las puntas de las orejas no se deben inclinar hacia el frente.
Los ojos son de tamaño mediano, ni protuberantes ni hundidos. De forma almendrada y ligeramente oblicuos hacia la nariz, para continuar armoniosamente las líneas de la cuña. El color deber ser puro y límpido, de un verde luminoso y vívido.
Las patas son largas y finas, proporcionadas con el cuerpo. Pies pequeños y ovales.
La cola es muy larga, fina incluso en la base, afinándose hacia la punta.
Pelaje muy corto, fino, brillante, sedoso, pegado al cuerpo, casi sin subpelo.

## Colores

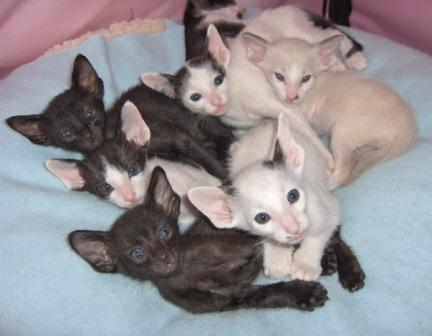
Varios colores y patrones de gato oriental, chocolate sólido crema sólido y bicolores, blanco y negro.

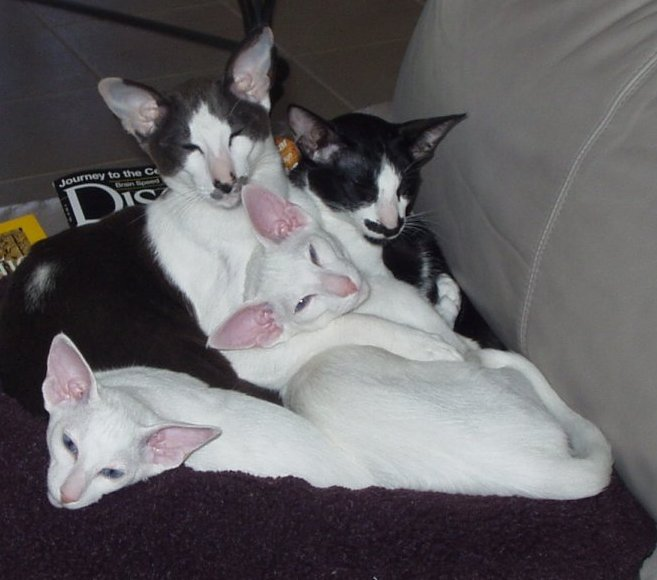
Gatos orientales de cabello corto; blancos y bicolores blanco y negro.

- Sólidos

Coloración uniforme sin marcas atigradas o sombras. Bigotes y cejas en armonía con el color del cuerpo. Black, blue, chocolate, lilac, red, cream, cinnamon, fawn.
- Tortie

Con manchas beige o crema sobre el color base. Black tortie, blue tortie, chocolate tortie, lilac tortie, cinnamon tortie, fawn tortie.
- Smoke

La base del pelo está sin pigmentar, la raíz es de color blanco puro y la punta de color muy intenso, 1/3 de blanco y 2/3 de color. Black smoke, blue smoke, chocolate smoke, lilac smoke, red smoke, Cream smoke, cinnamon smoke, fawn smoke, black tortie smoke, blue tortie smoke, chocolate tortie smoke, Lilac tortie smoke, cinnamon tortie smoke, fawn tortie smoke.
- Tabby (agutí)

Con rayas, en sus cuatro patrones
- Blotched (rayas anchas, con un característico "ojo de buey" en los flancos y una mariposa sobre los hombros)
- Mackerel (rayas finas, perpendiculares a la espina dorsal, como el esqueleto de un pescado)
- Spotted (con manchas redondeadas distribuidas regularmente)
- Ticked (jaspeado, como una liebre) en los colores base antes mencionados. Black tabby blotched, black tabby spotted, etc.

- Silver Tabby

Color base en cualquiera de los 4 patrones tabby con la base del pelo color blanco puro. Black silver tabby blotched, black silver tabby spotted, etc.
- Bicolores

Color base más color blanco. Se presentan 3 variedades:
- Bicolor (el blanco cubre entre un 30 y un 50 % del cuerpo)
- Arlequin (el blanco cubre entre un 50 y un 75 % del cuerpo)
- Van (todo el cuerpo blanco, excepto dos manchas de color que pueden englobar los ojos y la base de las orejas y en la cola). Black bicolor, black arlequin, black van, blue bicolor, etc.

- Bicolores smoke

Mismas características de los bicolores más el agregado de la coloración smoke.
- Bicolores tabby

Mismas características de los bicolores más el agregado del patrón tabby.
- Bicolores silver tabby

Mismas características de los bicolores más el agregado del patrón tabby y la coloración silver.

## Otros gatos asiáticos
- Gato oriental de pelo largo
- Gato persa
- Angora turco
- Korat
- Gato balinés
- Gato siamés
- Siberiano (gato)
- Gato tonkinés
- Burmés
- Gato Manx
- Gato himalayo
- Gato Van Turco
- Ragdoll
- Ruso azul
- Sagrado de Birmania